# 莱比锡新市政厅

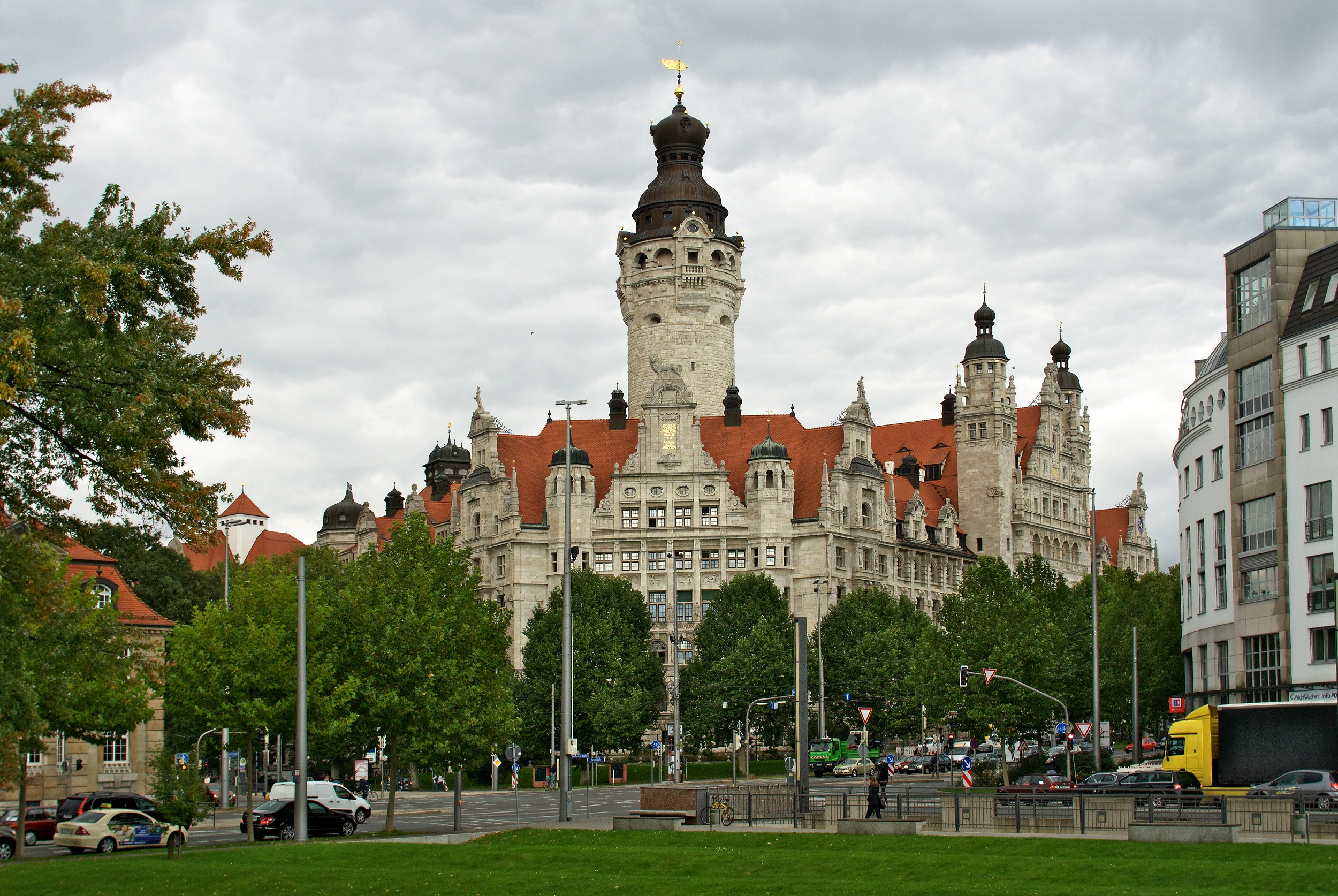
Südwestansicht des Leipziger Neuen Rathauses

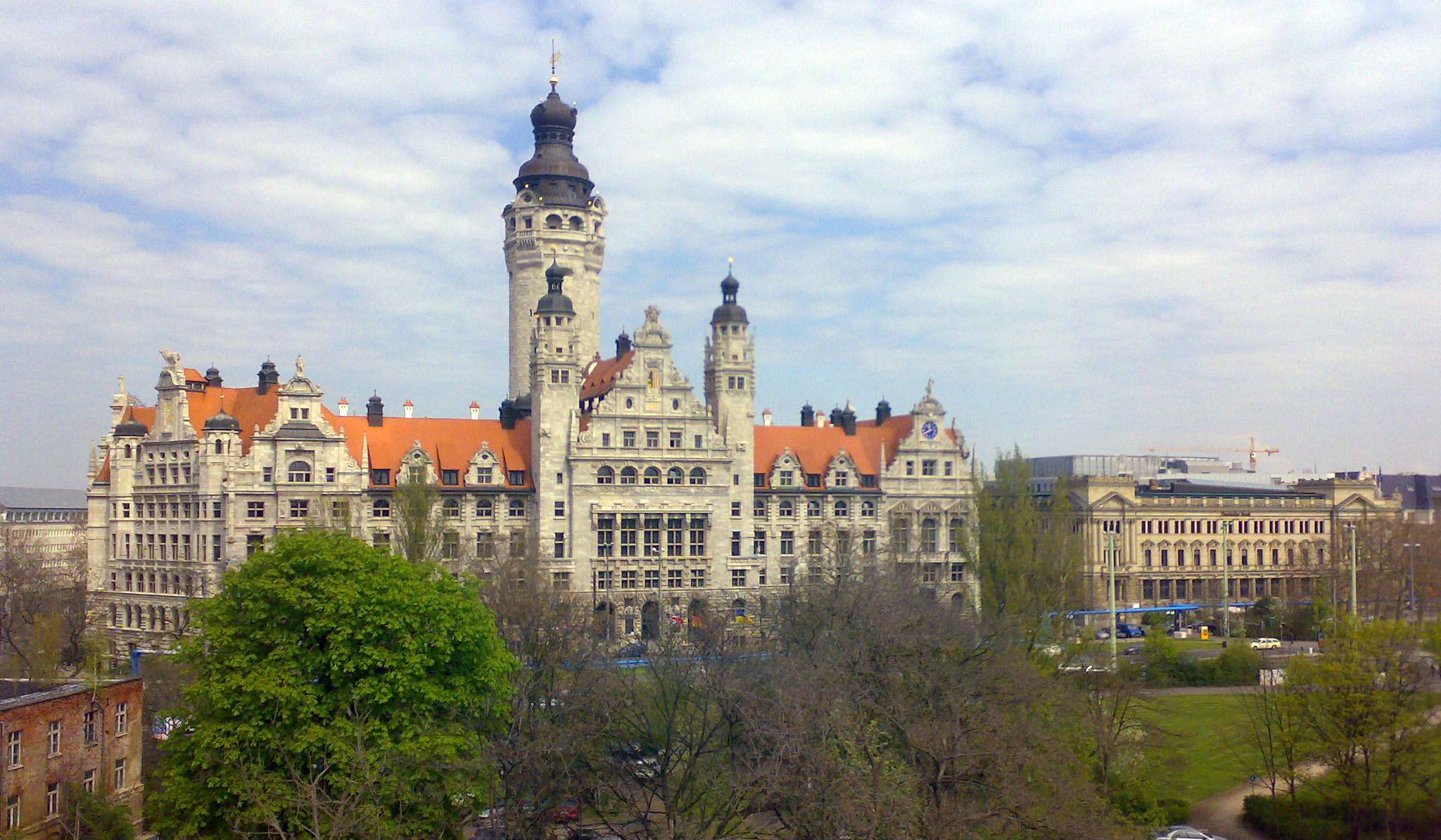
Gesamtansicht von Süden mit Deutscher Bank

莱比锡新市政厅（Neue Rathaus）是1905年以来的莱比锡市行政机构所在地，位于莱比锡内环路西南角（马丁路德环路）。 

## 历史
1870年代，由于莱比锡重要性增加，老市政厅需要新建。经过几次的计划被否决，1895年收购了普莱森堡，作为新市政厅的地址，随后在全德国举行设计竞赛。普莱森堡塔楼作为熟悉的名胜予以保留。1897年，莱比锡建筑师雨果·利希特获一等奖。
1899年10月19日举行奠基仪式，将近6年后，1905年10月7日完成 - 萨克森国王弗里德里希·奥古斯特三世为其揭幕。1912年，又增建300个房间。 